# 陸郷村
陸郷村（りくごうむら）は長野県北安曇郡に存在していた村である。1957年（昭和32年）3月31日に解体分割され消滅した。

## 沿革
- 1875年（明治8年）2月18日 - 筑摩県安曇郡中村・寺村・小泉村・白駒村・日岐村・草尾村が合併して陸郷村となる。
- 1876年（明治9年）8月21日 - 長野県の所属となる。
- 1879年（明治12年）1月4日 - 郡区町村編制法の施行により、北安曇郡の所属となる。
- 1889年（明治22年）4月1日 - 町村制施行に伴い、陸郷村が発足。
- 1957年（昭和32年）3月31日 - 池田町、明科町、生坂村に、それぞれ解体分割され廃止[1]。

## 解体分割の詳細
旧村単位ではなく字単位で行われた。
- 旧・中村
  - 全域→明科町南陸郷（現・安曇野市明科南陸郷）
- 旧・寺村
  - 金井沢→明科町南陸郷
  - その他大部分→池田町中陸郷（現・池田町陸郷）
- 旧・小泉村
  - 全域→明科町南陸郷
- 旧・白駒村
  - 牛沢、袖山→生坂村北陸郷
  - その他大部分→池田町中陸郷
- 旧・日岐村
  - 清水、八代→池田町中陸郷
  - その他大部分→生坂村北陸郷
- 旧・草尾村
  - 全域→生坂村北陸郷

## 参照
1. ↑  町村の廃置分合 昭和32年3月28日長野県告示第119号
2. ↑  池田町編（1985年）『写真が語る池田町誌』